# گایوش پشتیمالجیان
گایوش پشتیمالچیان (ارمنی: Գայուշ Փեշտիմալճյան؛  دهه ۱۸۹۰ – ۱۹۶۲) یک بازیگر تئاتر اهل ارمنستان-روسیه-ایالات متحده آمریکا بود. وی بین سال‌های - تا - میلادی فعالیت می‌کرد.

## زندگی‌نامه
وی در دهه ۱۸۹۰ میلادی در آخالتسیخه به دنیا آمد.  وی در ۱۹۶۲ در حدود سن ۶۳ سالگی در تنهایی و تهیدستی درگذشت.